# Неофит V
Патриарх Неофит V (греч. Πατριάρχης Νεόφυτος Ε΄) — епископ Константинопольской православной церкви, Патриарх Константинопольский в течение нескольких дней в октябре 1707 года.

## Биография
15 мая 1689 года был избран митрополитом Гераклейский. 20 октября 1707 года епископы и миряне избрали Неофита новым константинопольским патриархом, однако Османский султан, считавший себя преемником византийских императоров, отказался утвердить этого кандидата. В итоге Неофиту пришлось вернуться в Гераклею, где он скончался около 1711 года.